# Pont-Saint-Esprit
Pont-Saint-Esprit – miejscowość i gmina we Francji, w regionie Oksytania, w departamencie Gard.
Według danych na rok 1990 gminę zamieszkiwało 9277 osób, a gęstość zaludnienia wynosiła 502 osoby/km² (wśród 1545 gmin Langwedocji-Roussillon Pont-Saint-Esprit plasuje się na 24. miejscu pod względem liczby ludności, natomiast pod względem powierzchni na miejscu 418.).

## Masowe zatrucie z 1951 roku
O miejscowości stało się głośno w roku 1951, za sprawą nietypowych zdarzeń nazwanych później „Zbiorowym szaleństwem w Pont-Saint-Esprit”. 16 sierpnia tamtego roku setki mieszkańców regionu doznały halucynacji i dziwnych zachowań, m.in. jedenastolatka usiłująca udusić swoją babcię czy mężczyzna, który połamał nogi w wyniku wyskoczenia z czwartego piętra z okrzykiem „Jestem samolotem!”. Odnotowano ponad 250 takich przypadków, z których 50 osób zostało umieszczonych w ośrodkach dla psychicznie chorych, a 7 zginęło. Całą sprawę wyjaśniono halucynogennym sporyszem, którym skażona miała być mąka wykorzystana przez miejscowego piekarza do wypieczenia feralnego dnia chleba.
Jednak pod koniec 2009 roku, w swojej książce „A Terrible Mistake”, dziennikarz Hank P. Albarelli Jr opublikował nowe dowody. Bazując na oficjalnych dokumentach rządu Stanów Zjednoczonych, twierdzi on, że „zbiorowe szaleństwo w Pont-Saint-Esprit” było wynikiem testów CIA z użyciem LSD jako broni, prowadzonego w ramach programu MKUltra.